# جوليس أرسن أرنو كليرتي
جوليس أرسن أرنو كليرتي (بالفرنسية: Jules Claretie)‏‏ (3 ديسمبر 1840 في ليموج - 23 ديسمبر 1913 في باريس) صحفي، ومؤرخ، وكاتب مسرحي، وروائي، وواضع كلمات الأوبرا، وكاتب من فرنسا.

## الجوائز
- وسام جوقة الشرف من رتبة ضابط أكبر (منذ 12 نوفمبر 1913)[12]
- نيشان جوقة الشرف من رتبة ضابط (منذ 29 ديسمبر 1886)[12]
- وسام جوقة الشرف من رتبة فارس (منذ 7 فبراير 1878)[12]
- وسام جوقة الشرف من رتبة قائد (منذ 31 ديسمبر 1895)[12]

## روابط خارجية
- جوليس أرسن أرنو كليرتي على موقع IMDb (الإنجليزية)
- جوليس أرسن أرنو كليرتي على موقع ميوزك برينز (الإنجليزية)
- جوليس أرسن أرنو كليرتي على موقع قاعدة بيانات برودواي على الإنترنت (الإنجليزية)
- جوليس أرسن أرنو كليرتي على موقع ديسكوغز (الإنجليزية)